# Aziz Bajur
Aziz Bajur (Belo Horizonte, 15 de junho de 1938 — São Paulo, 20 de abril de 2022) foi um dramaturgo e roteirista brasileiro. Considerado um dos mais significativos autores da nova dramaturgia brasileira, tendo escrito várias peças premiadas.

## Trabalhos na televisão
- 1983 - A ponte do amor
- 1985 - Jogo do amor
- 1991 - O portador (minissérie)
- 1995 - As pupilas do senhor reitor
- 2001 - O direito de nascer
- Caso verdade (episódios: Os milhões da loteca, O viúvo solitário, A atriz acidentada, Ninguém está sozinho, Renascer.

## Peças de teatro
- Velório à brasileira:[2][3]

Ficha técnica (São Paulo, 2017):
Autor: Aziz Bajur,
Direção: Eduardo Osório,
Produtor Associado: Thiago Catelani,
Produtor Associado: Jorge Derosa,
Iluminação: Alexandre Zullu,
Figurino: Débora Muhniz,
Cenografia : Caio Miranda,
Cenotécnico: Claudio Lux,
Fotografia : Ronaldo Gutierrez.
Elenco:
Eduardo Moreno – Guiba,
Débora Muhniz – Zélia,
Cléo Moraes – Eunice,
Thiago Toledo – Tetéo,
Priscila Teles – Biga,
Thiago Catelani – Edgar,
Jorge Derosa – Pé de Mesa.
- Agora ou nunca
- Perfídia
- Tropicanalha
- O casamento da dona Baratinha
- Virgem aos 40.com
- O Nome dela é Valdemar[4]

Ficha técnica (São Paulo, 2017 - 2018):
Texto: Aziz Bajur,
Direção: Eduardo Moreno,
Produção executiva: Marcelo Iazzetti,
Direção de produção: Tay Lopes,
Produção: Ibrahin Produções,
Iluminação: Paulo Perez,
Camareira: Akemi Sakurai,
Cenografia : Efrem Duarte e Luis Cláudio Terra,
Operação de luz e som: Shel Toaiari,
Fotos: Jerônimo Gomes,
Trilha sonora: Fernando Zuben,
Comunicação visual: Eric Aguiar,
Realização: CLIC Produções.
Elenco:
Kaká de Lyma - 2017, Silvetty Montilla - 2018,
Marcello Iazzetti,
Danillo Branco,
Márcio Marinello,
Atriz convidada: Inah de Carvalho - 2017, Delurdes Moraes - 2018.